# Європейський (готель, Львів)
Готель «Європейський» (також готель «Європа», «Hotel d'Europe») — один із найстаріших готелів Львова. Розташований на площі Міцкевича, 4. Нині не діє. У перебудованому вигляді служить як приміщення для філії «Укрексімбанку». Пам'ятка архітектури місцевого значення.

## Історія
Готель заснований 1804 року. Ділянка на той час мала конскрипційний номер 7 1/4. 1826 року перебудований для Кароля Мате. Набув вигляду одноповерхового заїжджого двору з трьома брамами, високим дахом та слуховими вікнами. Пізніше згадується у джерелах уже як чотириповерховий. У 1870-х перебудований у стилі неоренесансу. Готелем володіла родина Альзнерів. 1895 року придбаний Альбертом Сковроном, який прибудував у дворі ресторан (арх. З. Сулковський). 1920 року готель придбав купець Антоній Увєра. 1934 року на замовлення Увєри архітектор Зигмунт Шмукер виконав проект реконструкції. Однак його було відкинуто магістратом. Пізніше з'явився проект вітрин першого поверху того ж автора, який теж не було прийнято. 1935 року архітектор Фердинанд Касслер розробив черговий проект, який було прийнято до реалізації. Було зроблено перепланування, укріплено фундаменти, надбудовано п'ятий поверх. Докорінно перебудовано сходову клітку. Фасад обшито плитами зі штучного каменю, а вестибюль оздоблено алебастром. Фасад було повністю перероблено у стилі функціоналізму. Оновлений готель мав 65 номерів, вартістю 4—9 злотих на добу. 1949 року готель змінив назву на «Україна».
За часів незалежності готель перебував в аварійному стані. 2000 року приміщення придбано «Укрексімбанком» у СП «Галінвест». За кілька місяців у дворовому флігелі стався обвал. Через просідання фундаментів ухил перекриттів на довжині 32 м сягав 35 см. Виявлено, що фундамент утворений із дубових паль, несуча здатність яких була майже втрачена. Оригінальна цегла була вкрай низької якості. Прийнято рішення повністю розібрати будинок, включно з фундаментами для будівництва нового. Виконано фіксацію стану пам'ятки, натурні обстеження, обміри. Виявлено чотири будівельних періоди в історії споруди. Прийнято рішення відтворити споруду у вигляді, що відповідав би третьому будівельному періоду. Проект розробив інститут «Гіпроцивільпромбуд» (Київ, ГАП Олександр Думчев), у співпраці з інститутами «Укрзахідпроектреставрація» (архітектори Микола Гайда, Лідія Горницька), «Містопроект» (інженерне забезпечення), «Геотехнічний інститут» (інженерно-геологічні вишукування), кафедрою будівельних конструкцій та мостів НУ «Львівська політехніка». При будівництві застосовано схему з монолітними залізобетонними колонами та перекриттями. Перекриття вестибюля зроблено шляхом викладання цегляних склепінь. Фасадові надано рис неоренесансу. Споруду розбудовано також вглиб ділянки із виходом на вулицю Вороного. Цій частині надано стилістично нейтрального вигляду.  Разом із реставрацією спроектовано меблі для операційних зал № 1 і 2. 
У травні 2006 року будинок здано в експлуатацію. Тут розмістився офіс «Укрексімбанку». Того ж року в Любліні реставрацію було відзначено «кришталевою цеглиною» за найкращу будівельну інвестицію Єврорегіону Буг у номінації «Ревальоризація об'єктів».
5 грудня 2023 року Державний банк «Укрексімбанк» проводить публічну реалізацію будівлі філії у Львові на площі Міцкевича через систему електронних торгів OpenMarket (ДП «СЕТАМ» Міністерства юстиції України). Стартова ціна лота — 373 669 925.10 грн. Дата проведення аукціону — 9 січня 2024 року.

## Мешканці готелю
Серед мешканців готелю в різний час були такі відомі люди як Олена Пчілка та Леся Українка (лютий 1891), Марія Конопницька (жовтень 1902), художники Олександр Августинович та Юзеф Макаревич. Від 1877 року тут знаходилась книгарня Францішека Ріхтера, яку 1883 року придбав Герман Альтенберг. У 1926–1928 роках тут відбувались мистецькі виставки.